# Bengt Liljegren
Bengt Liljegren, född 1961, är en svensk lärare och historisk författare. Han är främst känd för att ha skrivit ett antal biografier, om bland andra Winston Churchill, Karl XII, Alexander den store, Adolf Hitler och John F. Kennedy.
Liljegren är adjunkt på Pilängskolan i Lomma kommun. Han har också varit litteraturkritiker i Sydsvenskan och skribent i Populär Historia.
Liljegren var tidigare trummis i punkgrupperna Besökarna, Garbochock och Underjordiska Lyxorkestern. 1977–1978 var han redaktör för punkfanzinet Noncha Allt. 1978 vann Liljegren JSM-guld i handboll med LUGI.
Under hösten 2008 och våren 2010 medverkade Liljegren som historiker i tv-programmet Boston Tea Party. 2012 samarbetade  han med power metal-gruppen Sabaton på deras album Carolus Rex. Hösten 2014 medverkade Liljegren som historisk expert i tv-programmet Inte ok.